# Твікенем (стадіон)
Стадіон «Твікенем» (Twickenham Stadium; [twɪkənəm]; в Англії зазвичай просто «Твікенем» або «Твікерс») — стадіон у передмісті Лондона Твікенем, в боро Річмонд-на-Темзі. Арена є найбільшим в світі чисто регбійним стадіоном, місткість якого не так давно була збільшена до 82 000 місць, що в свою чергу зробило його другим найбільшим стадіоном Великої Британії, після стадіону Вемблі і п'ятим в Європі. Стадіон в основному призначений для проведення матчів за правилами регбійного союзу (Rugby Football Union), і в першу чергу місцем для проведення змагань з регбі і домашніх тест-матчів національної збірної Англії з регбі, а також ігор Чемпіонату Англії Aviva Premiership, Англо-Валлійського кубка LV Cup, кубка Хейнекен і турніру з регбі-7 Middlesex Sevens. Стадіон визнаний іконою англійського регбі і в сезоні 2009/2010 відсвяткував своє сторіччя. Сто років з дня проведення на Твікенемі першого міжнародного матчу в 1910 були відзначені випуском спеціальної пам'ятної регбійки для тест-матчу в рамках Кубка шести націй проти команди Уельсу 6 лютого 2010, а також випуском ювілейної книги «Твікенем - 100 років штаб-квартирі регбі» (Twickenham - 100 Years of Rugby's HQ).
Хоча стадіон використовується перш за все для регбі, на ньому також проводився ряд інших подій, такі як концерти гуртів Iron Maiden, Bon Jovi, Genesis, U2, The Rolling Stones, The Police, Eagles, REM, Lady Gaga в рамках The Born This Way Ball Tour. Крім того на Твікенемі проводився фінал Кубка виклику регбіліг. І вже понад 50 років на стадіоні проводять свої щорічні з'їзди Свідки Єгови.
Також він був центральним стадіоном Кубок світу з регбі-15 2015.

## Виноски
1. ↑  The Rugby ground : The Twickenham Museum. twickenham-museum.org.uk. Архів оригіналу за 22 червня 2011. Процитовано 15 квітня 2010.
2. ↑  Nicky Campbell Twickers learning from us Scots as petty tyranny crosses border [Архівовано 16 жовтня 2007 у Wayback Machine.], The Guardian 1 February 2007